# Günther Lemmerer
Günther Lemmerer (Graz, 4 aprile 1952) è un ex slittinista austriaco.

## Biografia
Gareggiò con la nazionale austriaca ottenendo tutti i suoi successi nella specialità del doppio in coppia con Reinhold Sulzbacher. Esordì in Coppa del Mondo nella stagione inaugurale del 1977/78, conquistò il primo podio, nonché la prima vittoria, il 7 dicembre 1979 nel doppio ad Igls. Trionfò in classifica generale nella specialità del doppio in tre edizioni consecutive: nel 1979/80, nel 1980/81 e nel 1981/82.
Prese parte a due edizioni dei Giochi olimpici invernali, gareggiando sempre nel doppio: a Lake Placid 1980 colse la nona piazza con Reinhold Sulzbacher ed a Sarajevo 1984 si classificò in quinta posizione insieme a Franz Lechleitner in quella che fu la sua ultima gara a livello internazionale.
Ai campionati europei vinse la medaglia d'oro a Winterberg 1982 nel doppio, mentre ai mondiali ottenne, quale miglior risultato, il quarto posto ad Hammarstrand 1981 sempre nel doppio.
Finita la carriera di atleta entrò a far parte dello staff della FIL che si occupa di sviluppare l'attività dello slittino nei paesi in cui questa disciplina non è ancora diffusa.

## Palmarès

### Europei
- 1 medaglia:
  - 1 oro (doppio a Winterberg 1982).

### Coppa del Mondo
- Vincitore della Coppa del Mondo nella specialità del doppio nel 1979/80, nel 1980/81 e nel 1981/82.
- 13 podi (tutti nel doppio):
  - 6 vittorie;
  - 2 secondi posti;
  - 5 terzi posti.

#### Coppa del Mondo - vittorie
| Data             | Luogo        | Paese          | Disciplina                     |
| ---------------- | ------------ | -------------- | ------------------------------ |
| 7 dicembre 1979  | Igls         | Austria        | Doppio con Reinhold Sulzbacher |
| 27 gennaio 1980  | Hammarstrand | Svezia         | Doppio con Reinhold Sulzbacher |
| 13 febbraio 1980 | Imst         | Austria        | Doppio con Reinhold Sulzbacher |
| 14 dicembre 1980 | Igls         | Austria        | Doppio con Reinhold Sulzbacher |
| 21 dicembre 1980 | Winterberg   | Germania Ovest | Doppio con Reinhold Sulzbacher |
| 18 gennaio 1981  | Valdaora     | Italia         | Doppio con Reinhold Sulzbacher |